# Sokolec (województwo dolnośląskie)

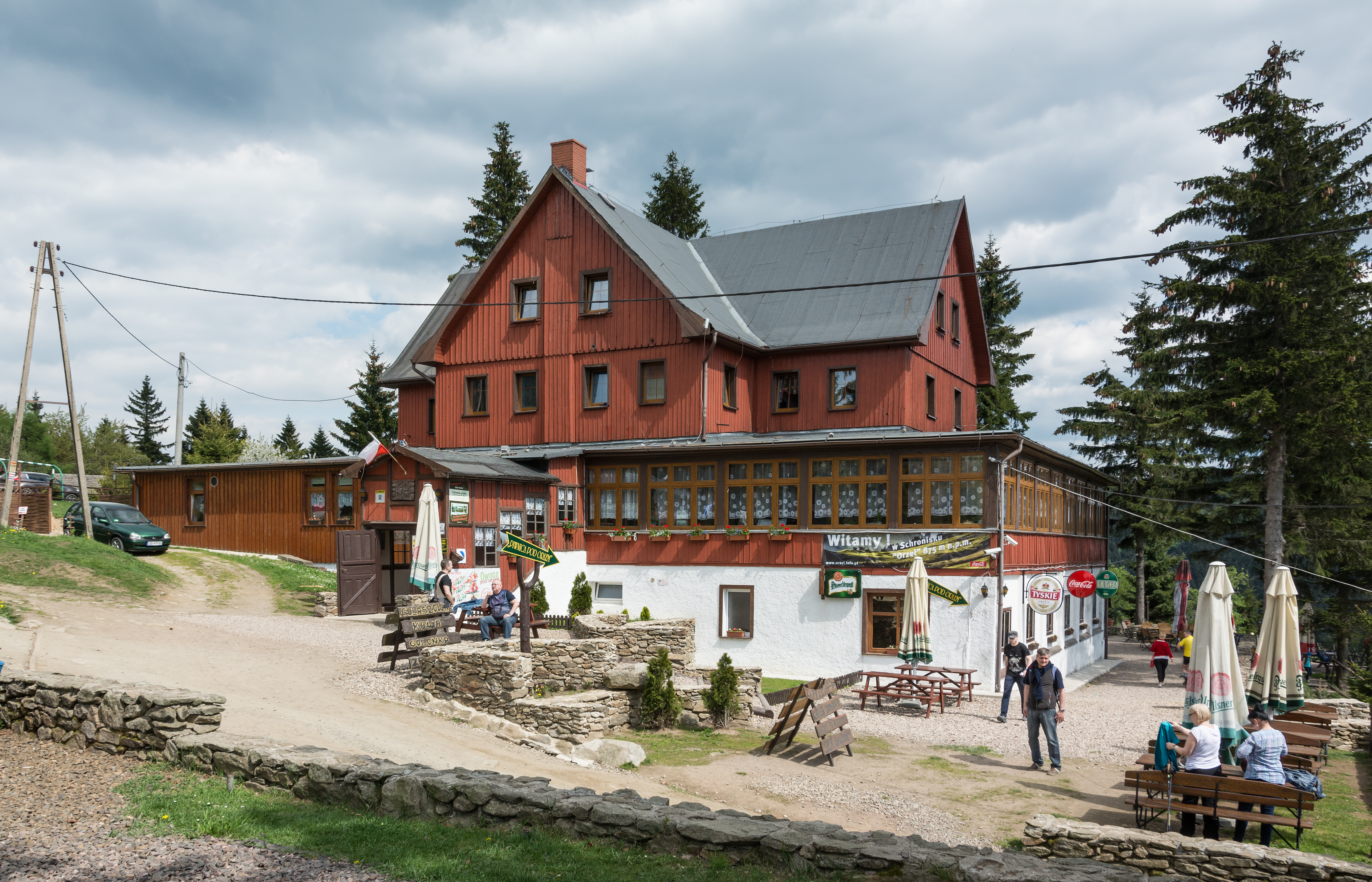
Schronisko „Orzeł” w Sokolcu

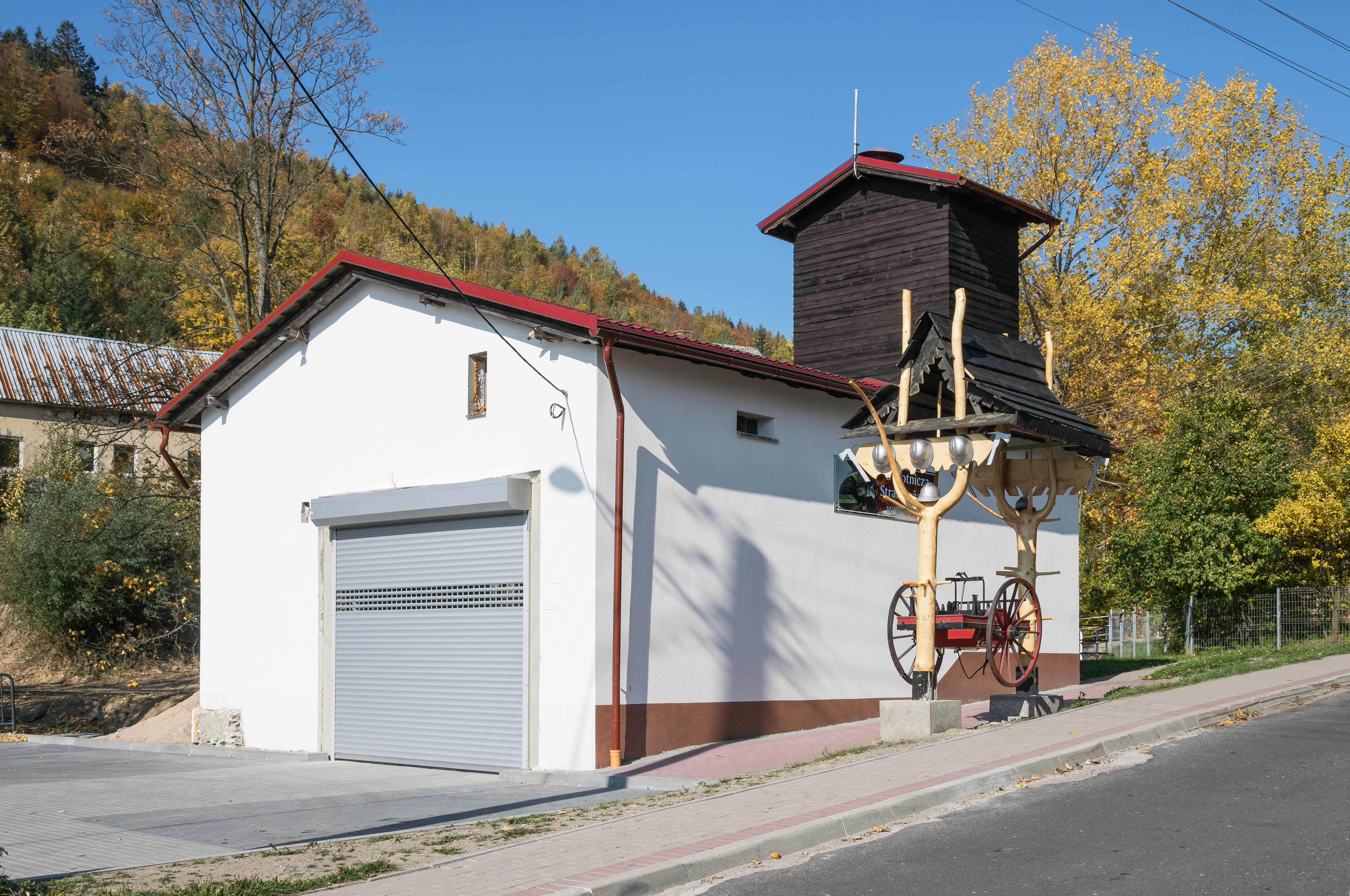
Remiza OSP w Sokolcu

Sokolec (niem. Falkenberg, Glätzisch Falkenberg) – wieś w Polsce, położona w województwie dolnośląskim, w powiecie kłodzkim, w gminie Nowa Ruda.

## Położenie i walory
Wieś turystyczna położona w paśmie Gór Sowich, w Obniżeniu Jugowa, na wysokości około 530–950 m n.p.m. Na terenie miejscowości znajduje się kilka wyciągów narciarskich. Miejsce to posiada ofertę noclegową i jest bazą wypadową na licznie przebiegające tędy szlaki turystyczne: piesze, rowerowe i samochodowe. Historycznie leży na ziemi kłodzkiej.

## Podział administracyjny
| SIMC    | Nazwa | Rodzaj     |
| ------- | ----- | ---------- |
| 0854452 | Sowa  | przysiółek |

W latach 1975–1998 miejscowość położona była w województwie wałbrzyskim.

## Historia
Wieś powstała prawdopodobnie w XVI wieku, jako osada tkaczy-chałupników. W 1787 w Sokolcu było 77 domów, kościół, młyn wodny i 41 warsztatów tkackich. W roku 1840 były tu już 104 domy, kościół, szkoła katolicka, dwa młyny wodne, młyn do mielenia kory dębowej i gorzelnia. Położenie między Wzgórzami Wyrębińskimi a Górami Sowimi, w obniżeniu doliny Sowiego Potoku, dostrzegli w XIX wieku miłośnicy turystyki i w ten sposób Sokolec stał się punktem wypadowym wycieczek na Wielką Sowę. We wsi i jej przysiółkach, powstały gospody i schroniska, a także obiekty sportowe: skocznia narciarska, tory saneczkowe i trasy dla narciarzy.

W czasie II wojny światowej mieściło się we wsi komando obozu koncentracyjnego Groß-Rosen, a jego więźniowie pracowali przy drążeniu sztolni w Gontowej.

## Zabytki
W Sokolcu znajdują się następujące zabytki:
- kościół św. Marcina w Sokolcu  z 1786 roku jest najcenniejszym zabytkiem Sokolca. Na jego wyposażenie składają się m.in. ambona z figurami Ojców Kościoła, kamienna chrzcielnica i polichromowane ołtarze. We wrześniu 2008 Kościół wzbogacony został o kopułę pokrytą miedzią.
- wiele starych chałup, przykładów budownictwa ludowego, charakterystycznego dla tych terenów o konstrukcji zrębowej,
- dwie kapliczki przydrożne w dolnej części wsi.

## Turystyka
- W Sokolcu znajduje się schronisko „Orzeł”, dysponujące 68 miejscami noclegowymi[4].
- Przez miejscowość przechodzi  szlak turystyczny ze Świerków na Wielką Sowę[4].